# 董平

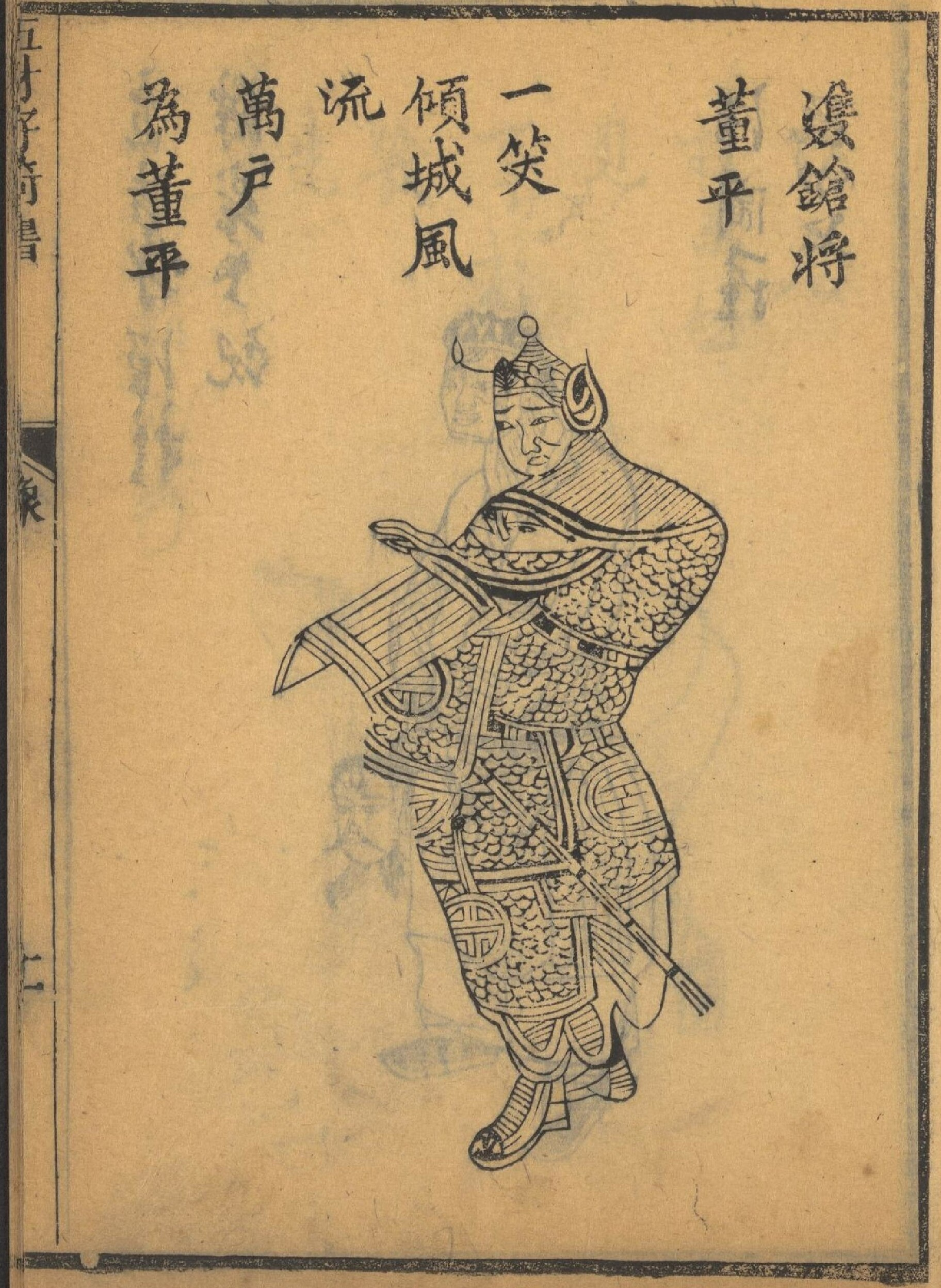
董平

董 平（とう へい、DongPing）は、中国の小説で四大奇書の一つである『水滸伝』の登場人物。

## キャラクター概要
天立星の生まれ変わりで、序列は梁山泊第十五位の好漢。渾名は双槍将（そうそうしょう）で、両手にそれぞれ一本ずつ槍を持っていたことに由来。他に、董一撞（とういっとう）、風流双槍将（ふうりゅうそうそうしょう）とも呼ばれる。董一撞は、「一撃の董」という意味で、風流双槍将とは、武芸だけではなく、礼教・学問・管弦にも通じていたことに由来する。

## 物語中での活躍
元々は東平府の兵馬都監。太守の程万里の娘に惚れ込み、仲人を介して何度も縁談を持ち掛けていたが、うまく断られていた。梁山泊軍の首領を決めるため宋江と盧俊義が東平府・東昌府を攻めた際に登場する。梁山泊軍が攻めてくると、宋江からの挑戦状を破り、使者の王定六と知り合いの郁保四を棒打ちにして追い返し、得意の双鎗で韓滔・徐寧を退けるが、深追いした結果に捕虜となり、宋江の説得で梁山泊に加わる。東平府を落とす計略に自ら参加し、程万里を討って娘を連れ出した。東昌府戦では、張清と戦うが勝敗はつかなかった。常に「英雄双鎗将」「風流万戸侯」の旗印を掲げて戦った。
百八星集結後は騎兵五虎将の一人として活躍する。童貫戦では九宮八卦陣の東南を担当し、童貫を追い詰めて敵将のひとり韓天麟を討ち取って討伐軍を退ける。高俅戦では腕を負傷して、戦列を離れる。
朝廷帰順後の遼国戦では盧俊義の隊に所属し、檀州攻めで敵将のひとり耶律国珍を討ち取る。薊州・玉田県・幽州の戦いに参加し、兀顔光の混天象陣と戦う。方臘討伐戦では盧俊義隊の一員として宣州・湖州・独松関と攻める。独松関で周通が厲天閏に討たれるなど味方が苦戦していたことに苛立ち、自らが先頭に立って関所の前で相手を罵るが、火砲を受けて腕を負傷する。その後、一矢報いるために張清を誘って2人で関所まで訪れて一騎討ちを申し出、厲天閏と配下の張韜が出て来て厲天閏と戦う。しかし、腕の怪我で思うように双鎗が使えず、不利を悟って逃げようとしたが、張清が横槍を入れて逆に厲天閏に討たれたことに怒り厲天閏に襲い掛かるが、その隙を突かれて張韜の刀を背中に受けて戦死した。

## 補足
『水滸伝』のストーリーが成立する以前から、董平は梁山泊盗賊集団の伝説の中に含まれていた。宋末元初の龔聖与「宋江三十六人賛」では第28位に「一直撞・董平」の名が見られる（一直撞は「まっすぐにぶつかっていく」意）。『水滸伝』の原型となった説話集『大宋宣和遺事』における梁山泊説話においては、第19位としてやはり「一直撞・董平」がいる。ただし物語上の役柄は、生辰綱を強奪した晁蓋らを捕らえる役人であり（宋江の事前密告により失敗）、現行の水滸伝における朱仝・雷横の役割に類似している。また水滸伝の「董一撞」の異名に「一直撞」の残滓が見られる。